# Mohale's Hoek (district)
Mohale's Hoek is een district in Lesotho. Het kent een oppervlakte van 3530 km² en heeft een totale bevolking van ongeveer 175.000.
De gelijknamige plaats is er de enige stad en daarmee hoofdstad (Engels: camp town; Afrikaans: kampdorp).
In het zuidwesten grenst Mohale's Hoek aan Zuid-Afrika.
Daarnaast zijn er grenzen met de volgende districten:
- Mafeteng - noordwesten
- Maseru - noorden
- Thaba-Tseka - noordoosten
- Qacha's Nek - oosten
- Quthing - zuidoosten

Berea · Butha-Buthe · Leribe · Mafeteng · Maseru · Mohale's Hoek · Mokhotlong · Qacha's Nek · Quthing · Thaba-Tseka